# گیلد هال (ورمونت)
گیلد هال (به انگلیسی: Guildhall) یک منطقهٔ مسکونی در ایالات متحده آمریکا است که در شهرستان اسکس، ورمانت واقع شده‌است.
 گیلد هال ۸۵٫۷ کیلومتر مربع مساحت و ۲۶۱ نفر جمعیت دارد و ۵۷۲ متر بالاتر از سطح دریا واقع شده‌است.